# Provincia de Acobamba
La provincia de Acobamba es una de las siete que conforman el departamento de Huancavelica en el sur del Perú. Limita por el norte con la provincia de Churcampa, por el este con el departamento de Ayacucho, por el sur con la provincia de Angaraes y por el oeste con la provincia de Huancavelica.

## Historia
El 15 de enero de 1943, por Ley n.º 9718, durante el gobierno del presidente Manuel Prado Ugarteche, fue elevada a la categoría de provincia, siendo su capital la ciudad de Acobamba.

## Geografía
La provincia tiene una extensión de 910,82 km².

## Capital
La capital de esta provincia es la ciudad de Acobamba.

## División administrativa
Acobamba se divide en ocho distritos:
1. Acobamba
2. Andabamba
3. Anta
4. Caja
5. Marcas
6. Paucará
7. Pomacocha
8. Rosario

## Población
La provincia tiene una población aproximada de 62 865 habitantes.

## Autoridades

### Regionales
- Consejeros regionales
  - 2019-2022[1]

  1. Hugo Romel Espinoza Ancalle (Movimiento Regional Ayni)
  2. Jaime Escobar García (Movimiento Independiente Trabajando para Todos)

### Municipales
- 2019-2022[1]
  - Alcalde: Rolando Vargas Mendoza, del Movimiento Regional Ayni.
  - Regidores:

  1. Filomeno Arotoma Huamaní (Movimiento Regional Ayni)
  2. Victor Sullcaray Ccanto (Movimiento Regional Ayni)
  3. María Elena Sánchez Carrión (Movimiento Regional Ayni)
  4. Blas Ccoñas Chocce (Movimiento Regional Ayni)
  5. Antonio Roldán Soto Mendoza (Movimiento Regional Ayni)
  6. Alejo Arotoma Juño (Movimiento Regional Ayni)
  7. Richard Nelson Arroyo Maury (Movimiento Independiente Trabajando para Todos)
  8. Victor Escobar Taipe (Movimiento Independiente Trabajando para Todos)
  9. Yolanda Oré Retamozo (Movimiento Regional Agua)